# 阿姐萬萬醉
是一部於2016年上映的美國喜劇電影，於2016年上映《醉後大丈夫》系列電影知名編劇搭檔喬恩·盧卡斯和斯科特·摩爾自編自導，由蜜拉·庫妮絲、克莉絲汀·貝兒、凯瑟琳·哈恩、Annie Mumolo、杰尔·埃尔南德斯、潔達·蘋姬·史密斯及克里斯蒂娜·艾伯盖特領銜主演。 
於2016年1月11日在新奥尔良開拍，同年7月19日在纽约首映，由STX娛樂在7月29日發表，它收到了积极的评论，票房收入為1.83億美元。

## 劇情
艾咪（蜜拉·庫妮絲飾）外表看起來光鮮亮麗，有美好的婚姻家庭、品學兼優的孩子，還有穩定的工作，生活看似完美無瑕，但她卻早已受夠每天不斷地為家庭操勞付出，還得被其他媽媽們欺壓，精神瀕臨崩潰。忍無可忍的她決定斷開家庭、拋夫棄子，甩開狗屁倒灶的鳥事，和她兩名閨蜜相揪「解放」，放縱快活、狂歡暢飲享受婚後喪失的自由，但這場冒險之旅卻極度失控…

## 演員
| 演員                | 角色                 |
| 米娜·古妮絲         | Amy Mitchell         |
| 克莉絲汀·貝兒       | Kiki                 |
| 凱薩琳·哈恩         | Carla Dunkler        |
| 克里斯蒂娜·艾伯蓋特 | Gwendolyn James      |
| 潔達·蘋姬·史密斯    | Stacy                |
| 傑·赫南德茲         | Jessie Harkness      |
| 大衛·瓦爾頓         | Mike Mitchell        |
| 旺達·塞克絲         | Dr. Elizabeth Karl   |
| 莉莉·辛格           | Cathy                |
| 瑪莎·史都華         | herself              |
| 安傑·安東尼         | Dylan Mitchell       |
| 烏娜·勞倫斯         | Jane Mitchell        |
| 安妮瑪莫羅          | Vicky                |
| 克拉克杜克          | Dale Kipler          |
| 溫德爾·皮爾斯       | Principal Daryl Burr |
| JJ-瓦特             | Coach Craig          |
| 比利·斯勞特         | Billy Slaughter      |
| 梅根·費格遜         | Tessa                |

## 評價
爛番茄新鮮度60%，基於130條評論，平均分為5.6/10，而在Metacritic上得到60分，IMDB上得6.7分，評價多為正面。

## 外部連結
- Box Office Mojo上《阿姐萬萬醉》的資料（英文）
- 互联网电影数据库（IMDb）上《阿姐萬萬醉》的资料（英文）
- AllMovie上《阿姐萬萬醉》的资料（英文）
- Metacritic上《阿姐萬萬醉》的資料（英文）
- 爛番茄上《阿姐萬萬醉》的資料（英文）
- 開眼電影網上《阿姐萬萬醉》的資料（繁體中文）
- 时光网上《阿姐萬萬醉》的資料（简体中文）
- 豆瓣电影上《阿姐萬萬醉》的資料 （简体中文）